# Friedrich Maximilian Mauritii
Friedrich Maximilian Mauritii, auch Friedrich Maximilian Mauritius (* 17. August 1724 in Lörrach; † 5. März 1799 in Bützow) war ein deutscher Theologe und Hochschullehrer.

## Leben
Friedrich Maximilian Mauritii stammte aus dem südbadischen Lörrach bei Basel. Er studierte in Halle Theologie unter Siegmund Jakob Baumgarten. Seine Promotion zum Doktor der Theologie erfolgte 1753 unter Johann Georg Knapp. Nach einer kurzen Zeit als Hauslehrer war er ab 1754 zunächst Konrektor und dann Rektor am Gymnasium in Minden in Westfalen und zudem dort als Pfarrer tätig. 1768 wurde er vom mecklenburgischen Herzog Friedrich als Professor der Theologie (2. Professur) und Konsistorialrat an die Friedrichs-Universität in Bützow berufen. Daneben sollte er als Direktor des der Universität angeschlossenen Pädagogiums wirken. Dieses Amt gab er bereits 1772 wieder auf. Mauritii war während seines Wirkens in Bützow fünfmal Rektor der Universität. Nach der Wiedervereinigung der Universitäten in Bützow und Rostock ging er in Pension. Neben seiner Professur widmete sich Mauritii intensiv der Chronologie. Hierzu gab es von ihm mehrere Schriften, die sich mit der Zeitrechnung der Ägypter und den Angaben in der Bibel auseinandersetzten. Die Schriften wurden etwa in den Gelehrten Beyträgen zu den mecklenburg-schwerinschen Nachrichten publiziert.

## Schriften (Auswahl)
- Regeln zur täglichen Betrachtung und Ausübung eines Christen. Minden, 1764
- Versuch die alte Egyptische Zeitrechnung zu berichtigen und sie mit der biblischen zu vereinigen. 1771–1774
- Versuch, wie die Zeit, wenn der Apostel Paulus seinen Brief an die Römer geschrieben, am richtigsten zu bestimmen sey. 1775
- Von der Joh. 2, 20. gemeldeten Zeit des Jerusalemischen Tempel-Baues, und inwiefern aus dieser Anzeige die Zeit des Anfangs des Lehr-Amts Christi und sein Geburts-Jahr genauer bestimmt werden könne. 1778
- Entwurf der obersten Grundsätze von einem guten katechetischen Unterricht. 1786